# USS Mervine (DD-489)
Эскадренный миноносец «Мервин» (англ. USS Mervine (DD-489)) — американский эсминец типа Gleaves.
Заложен на верфи Federal Shipbuilding, Kearny, Кирни 3 ноября 1941 года. Спущен 3 мая 1942 года, вступил в строй 17 июня 1942 года. Капитаном корабля был назначен лейтенант-коммандер С. Д. Уиллингам.
С 30 мая 1945 года быстроходный тральщик DMS-31. Выведен в резерв 27 мая 1949 года. С 15 июля 1955 года снова эсминец DD-489.
Из ВМС США исключён 31 июля 1968 года.
Продан 27 октября 1969 года фирме «Zidell Explorations Inc.» в Портленд и разобран на слом.